# Округ Ото (Небраска)
Ото (енгл. Otoe County) је округ у америчкој савезној држави Небраска.

## Демографија
По попису из 2010. године број становника је 15.740, што је 344 (2,2%) становника више него 2000. године.
| Група             | 2000.          | 2010.          |
| Белци             | 14.822 (96,3%) | 14.499 (92,1%) |
| Афроамериканци    | 44 (0,3%)      | 75 (0,5%)      |
| Азијати           | 38 (0,2%)      | 68 (0,4%)      |
| Хиспаноамериканци | 377 (2,4%)     | 902 (5,7%)     |
| Укупно            | 15.396         | 15.740         |